# Lista de prêmios e indicações recebidos por G-Dragon
Esta é uma lista de prêmios e indicações recebidos pelo rapper, cantor e compositor sul-coreano G-Dragon, que consiste em 62 prêmios vencidos de 96 indicações. Em 2009 lançou seu álbum de estreia, de nome Heartbreaker, o mesmo venceu ambos os prêmios de Álbum do Ano no Mnet Asian Music Awards e Melon Music Awards. Adicionalmente, seu single homônimo, venceu a categoria de Canção do Mês de Setembro no Cyworld Digital Music Awards, além de ter sido indicado nas categorias de Melhor House & Eletrônica e Melhor Artista Solo Masculino no Mnet Asian Music Awards. Em 2012, G-Dragon lançou One of a Kind seu primeiro extended play (EP), o que lhe rendeu no Seoul Music Awards o prêmio de Gravação do Ano e um Bonsang Digital no Golden Disc Awards. Seu single homônimo venceu o prêmio de Melhor Canção Rap/Hip-hop no Korean Music Awards. No ano seguinte, com o lançamento de Coup d'Etat, seu segundo álbum de estúdio, o artista se tornou o mais premiado no Mnet Asian Music Awards vencendo quatro de seis indicações, incluindo o de Artista do Ano, Melhor Artista Masculino e Melhor Vídeo Musical. O álbum também lhe rendeu o prêmio de Melhor Álbum do Mundo no World Music Awards.
Em 2015 foi eleito pela GQ Korea como o Homem do Ano. No ano seguinte, G-Dragon foi reconhecido pelo Ministério da Cultura, Esportes e Turismo por suas realizações na indústria do entretenimento, lhe conferindo o Prêmio de Reconhecimento do Primeiro Ministro Coreano. Adicionalmente, a revista Forbes o classificou como a pessoa mais influente com menos de 30 anos na área de entretenimento e esportes da Ásia e também venceu o prêmio de Artista Masculino Mais Influente do Ano	no QQ Music Awards. Ademais, G-Dragon tem se tornado um dos artistas coreanos mais premiados e contém ainda 34 vitórias nos programas de música sul-coreanos.

## Prêmios coreanos

### Cyworld Digital Music Awards
O Cyworld Digital Music Awards foi uma premiação estabelecida em 2006 e baseada na parada da rede social Cyworld, que combinou vendas digitais e música de fundo, selecionados por usuários da mesma até o ano de 2012.
| Ano  | Indicado       | Prêmio                   | Resultado | Ref.  |
| ---- | -------------- | ------------------------ | --------- | ----- |
| 2009 | "Heartbreaker" | Canção do Mês (Setembro) | Venceu    | [ 1 ] |
| 2009 | "Heartbreaker" | Prêmio Escolha Ting      | Venceu    | [ 2 ] |
| 2009 | "Heartbreaker" | Prêmio Bonsang           | Venceu    | [ 2 ] |

### Gaon Chart Awards
O Gaon Chart Awards é uma premiação anual realizada desde 2012 pela Gaon, que foi estabelecida como a parada oficial da Coreia do Sul em janeiro de 2010.
| Ano  | Indicado         | Prêmio                | Resultado | Ref.  |
| ---- | ---------------- | --------------------- | --------- | ----- |
| 2018 | "Untitled, 2014" | Canção do Mês (Junho) | Venceu    | [ 3 ] |

### Golden Disc Awards
O Golden Disc Awards (nomeado anteriormente como Golden Disk Awards) é uma premiação anual estabelecida em 1986 pela Music Industry Association of Korea (MIAK), e premia os destaques do ano anterior na indústria musical.
| Ano  | Indicado         | Prêmio                      | Resultado | Ref.  |
| ---- | ---------------- | --------------------------- | --------- | ----- |
| 2013 | G-Dragon         | CeCi Prêmio de Popularidade | Venceu    | [ 4 ] |
| 2013 | One of a Kind    | Bonsang Digital             | Venceu    | [ 4 ] |
| 2014 | "Crooked"        | Bonsang Digital             | Indicado  | [ 5 ] |
| 2014 | "Crooked"        | Prêmio de Popularidade      | Indicado  | [ 5 ] |
| 2014 | Coup d'Etat      | Bonsang Digital             | Indicado  | [ 5 ] |
| 2018 | "Untitled, 2014" | Daesang Digital             | Indicado  | [ 6 ] |
| 2018 | "Untitled, 2014" | Prêmio de Popularidade      | Indicado  | [ 6 ] |

### HipHopPlaya Awards
O HipHopPlaya Awards é estabelecido pelo portal de música HipHopPlaya. Sua premiação ocorre anualmente onde seus vencedores são escolhidos por votação online.
| Ano  | Indicado        | Prêmio               | Resultado | Ref.  |
| ---- | --------------- | -------------------- | --------- | ----- |
| 2012 | "One of a Kind" | Vídeo Musical do Ano | Venceu    | [ 7 ] |
| 2012 | G-Dragon        | Moda/Estilo do Ano   | Venceu    | [ 7 ] |

### InStyle Star Icon Awards
| Ano  | Indicado | Prêmio                      | Resultado | Ref.  |
| ---- | -------- | --------------------------- | --------- | ----- |
| 2016 | G-Dragon | Ídolo Masculino Fashionista | Venceu    | [ 8 ] |

### Korean Music Awards
O Korean Music Awards teve sua primeira edição em 2004, é uma premiação anual onde seus vencedores são decididos por um grupo de profissionais da indústria.
| Ano  | Indicado        | Prêmio                                       | Resultado | Ref.         |
| ---- | --------------- | -------------------------------------------- | --------- | ------------ |
| 2013 | "One of a Kind" | Canção do Ano                                | Indicado  | [ 9 ] [ 10 ] |
| 2013 | "One of a Kind" | Melhor Canção Rap/Hip-hop                    | Venceu    | [ 9 ] [ 10 ] |
| 2013 | One of a Kind   | Melhor Álbum Dance/Eletrônico                | Indicado  | [ 9 ] [ 10 ] |
| 2014 | "Crooked"       | Melhor Canção Dance/Eletrônica               | Indicado  | [ 11 ]       |
| 2014 | G-Dragon        | Músico Masculino do Ano - Voto do Internauta | Venceu    | [ 11 ]       |

### MBC Entertainment Awards
O MBC Entertainment Awards é uma cerimônia de premiação realizada anualmente pela emissora MBC, a fim de premiar os destaques do ano na televisão.
| Ano  | Indicado                  | Prêmio                    | Resultado | Ref.   |
| ---- | ------------------------- | ------------------------- | --------- | ------ |
| 2012 | G-Dragon                  | Prêmio Guinness de Estilo | Venceu    | [ 12 ] |
| 2013 | Jung Hyung-don & G-Dragon | Prêmio de Melhor Casal    | Venceu    | [ 13 ] |

### Melon Music Awards
O Melon Music Awards foi estabelecido em 2009 e seu critério para premiar os vencedores, ocorre pelo cálculo de vendas digitais e votação online. O prêmio Daesang (grande prêmio) é equivalente as categorias de Artista do Ano, Canção do Ano e Álbum do Ano. O prêmio Bonsang (prêmio principal) é dado aos 10 melhores artistas, com base nos critérios acima somado a escolha de um grupo de juízes.
| Ano  | Indicado                    | Prêmio                               | Resultado | Ref.   |
| ---- | --------------------------- | ------------------------------------ | --------- | ------ |
| 2009 | Heartbreaker                | Álbum do Ano                         | Venceu    | [ 14 ] |
| 2009 | Heartbreaker                | Top 10                               | Venceu    | [ 14 ] |
| 2011 | GD&TOP                      | Rap/Hip-Hop                          | Venceu    | [ 15 ] |
| 2011 | Infinite Challenge Festival | Prêmio de Tendência Quente           | Venceu    | [ 15 ] |
| 2012 | "Crayon"                    | Top 10                               | Indicado  | [ 16 ] |
| 2013 | Coup d'Etat                 | Álbum do Ano                         | Indicado  | [ 17 ] |
| 2013 | G-Dragon                    | Artista do Ano                       | Indicado  | [ 17 ] |
| 2013 | G-Dragon                    | Top 10 Artistas                      | Venceu    | [ 17 ] |
| 2013 | "Who You?"                  | Prêmio de Popularidade do Internauta | Indicado  | [ 17 ] |
| 2013 | "Who You?"                  | Canção do Ano                        | Indicado  | [ 17 ] |
| 2015 | Infinite Challenge Festival | Prêmio de Tendência Quente           | Venceu    | [ 18 ] |
| 2017 | G-Dragon                    | Prêmio Kakao de Estrela Quente       | Indicado  | [ 19 ] |
| 2017 | Kwon Ji Yong                | Álbum do Ano                         | Indicado  | [ 19 ] |
| 2017 | "Untitled, 2014"            | Canção do Ano                        | Indicado  | [ 19 ] |
| 2017 | "Untitled, 2014"            | Melhor R&B/Soul                      | Indicado  | [ 19 ] |

### Melon Popularity Award
| Ano  | Indicado         | Prêmio                                  | Resultado | Ref.   |
| ---- | ---------------- | --------------------------------------- | --------- | ------ |
| 2015 | "Mapsosa"        | Prêmio de Popularidade (7 de setembro)  | Venceu    | [ 20 ] |
| 2015 | "Mapsosa"        | Prêmio de Popularidade (14 de setembro) | Venceu    | [ 20 ] |
| 2015 | "Mapsosa"        | Prêmio de Popularidade (21 de setembro) | Venceu    | [ 20 ] |
| 2017 | "Untitled, 2014" | Prêmio de Popularidade (19 de junho)    | Venceu    | [ 21 ] |
| 2017 | "Untitled, 2014" | Prêmio de Popularidade (26 de junho)    | Venceu    | [ 21 ] |

### Mnet Asian Music Awards
O Mnet Asian Music Awards (abreviado como MAMA) e nomeado anteriormente como Mnet KM Music Festival (MKMF) entre os anos de 1999 a 2008, é uma das principais premiações de K-pop. É realizado anualmente pela Mnet. O prêmio Daesang (grande prêmio) é equivalente ao de Artista do Ano, Canção do Ano e Álbum do Ano.
| Ano  | Indicado       | Prêmio                                      | Resultado | Ref.          |
| ---- | -------------- | ------------------------------------------- | --------- | ------------- |
| 2007 | "Lies"         | Arranjo Musical                             | Venceu    | [ 22 ]        |
| 2009 | Heartbreaker   | Álbum do Ano                                | Venceu    | [ 23 ]        |
| 2009 | "Heartbreaker" | Melhor Artista Solo Masculino               | Indicado  | [ 24 ]        |
| 2009 | "Heartbreaker" | Melhor House & Eletrônica                   | Indicado  | [ 23 ]        |
| 2012 | "Crayon"       | Melhor Artista Masculino                    | Venceu    | [ 25 ] [ 26 ] |
| 2012 | "Crayon"       | Artista do Ano                              | Indicado  | [ 26 ] [ 27 ] |
| 2012 | One of a Kind  | Álbum do Ano                                | Indicado  | [ 26 ] [ 27 ] |
| 2013 | "Coup d'Etat"  | Melhor Artista Masculino                    | Venceu    | [ 28 ]        |
| 2013 | "Coup d'Etat"  | Nissan Juke Melhor Vídeo Musical            | Venceu    | [ 28 ]        |
| 2013 | "Crooked"      | Melhor Performance de Dança- Solo Masculino | Venceu    | [ 28 ]        |
| 2013 | "Crooked"      | BC - UnionPay Canção do Ano                 | Indicado  | [ 28 ]        |
| 2013 | Coup d'Etat    | Artista do Ano                              | Venceu    | [ 28 ]        |
| 2013 | Coup d'Etat    | Álbum do Ano                                | Indicado  | [ 28 ]        |
| 2017 | G-Dragon       | Artista do Ano                              | Indicado  | [ 29 ]        |
| 2017 | G-Dragon       | Melhor Artista Masculino                    | Indicado  | [ 29 ]        |

### Rhythmer Awards
O Rhythmer Awards é uma premiação da revista coreana Rhythmer que homenageia  o melhor do R&B e Hip Hop. 
| Ano  | Indicado        | Prêmio                          | Resultado | Ref.          |
| ---- | --------------- | ------------------------------- | --------- | ------------- |
| 2013 | "One of a Kind" | Melhor Canção do Ano de Hip hop | Venceu    | [ 30 ] [ 31 ] |

### SBS MTV Best of the Best Awards
O SBS MTV Best of the Best Awards é uma premiação realizada pelo canal SBS MTV através de votação online, onde o público elege os melhores artistas do ano.
| Ano  | Indicado    | Prêmio         | Resultado | Ref.   |
| ---- | ----------- | -------------- | --------- | ------ |
| 2013 | Coup d'Etat | Álbum do Ano   | Venceu    | [ 32 ] |
| 2013 | G-Dragon    | Artista do Ano | Venceu    | [ 32 ] |

### Seoul Music Awards
O Seoul Music Awards, fundado em 1990 é uma premiação anual estabelecida pelo Sports Seoul, para as realizações de destaque da indústria musical coreana. O prêmio Daesang (grande prêmio) é equivalente a Artista do Ano e o prêmio Bonsang (prêmio principal), é dado aos dez melhores artistas selecionados pelo cálculo de venda de álbuns, votação online e escolha de um grupo de juízes.
| Ano  | Indicado        | Prêmio          | Resultado | Ref.   |
| ---- | --------------- | --------------- | --------- | ------ |
| 2013 | "One of a Kind" | Gravação do Ano | Venceu    | [ 33 ] |

### Style Icon Asia
O Style Icon Asia (anteriormente nomeado como Style Icon Awards) é uma premiação anual realizada desde 2008 na Coreia do Sul, para homenagear pessoas que estabeleceram novos paradigmas e tendências nos setores de moda, radiodifusão, cultura e artes. 
| Ano  | Indicado | Prêmio                  | Resultado | Ref.   |
| ---- | -------- | ----------------------- | --------- | ------ |
| 2013 | G-Dragon | Ícone de Estilo do Ano  | Venceu    | [ 34 ] |
| 2013 | G-Dragon | Top 10 Ícones de Estilo | Venceu    | [ 34 ] |
| 2014 | G-Dragon | Top 10 Ícones de Estilo | Indicado  | [ 35 ] |
| 2016 | G-Dragon | Top 10 Ícones de Estilo | Venceu    | [ 36 ] |
| 2016 | G-Dragon | Ícone de Estilo do Ano  | Venceu    | [ 36 ] |

## Prêmios internacionais

### MTV Video Music Awards Japan
O MTV Video Music Awards Japan é uma cerimônia anual da MTV Japão que desde 2002 premia vídeos musicais.
| Ano  | Indicado         | Prêmio                      | Resultado | Ref.   |
| ---- | ---------------- | --------------------------- | --------- | ------ |
| 2010 | "Rain is Fallin" | Melhor Vídeo de Colaboração | Venceu    | [ 37 ] |

### QQ Music Awards
O QQ Music Awards é uma premiação estabelecida em 2014 pelo serviço de transmissão de música chinês QQ Music.
| Ano  | Indicado | Prêmio                                  | Resultado | Ref.   |
| ---- | -------- | --------------------------------------- | --------- | ------ |
| 2014 | G-Dragon | Artista Mais Popular Coreano & Japonês  | Venceu    | [ 38 ] |
| 2015 | G-Dragon | Artista Mais Popular Coreano & Japonês  | Venceu    | [ 39 ] |
| 2016 | G-Dragon | Artista Masculino Mais Influente do Ano | Venceu    | [ 40 ] |

### Singapore E-Awards
O Singapore E-Awards é uma premiação estabelecida pela organização de mídia Singapore Press Holdings Limited (SPH), que homenageia os melhores talentos e artistas que movem a cena de entretenimento da Ásia.
| Ano  | Indicado  | Prêmio                              | Resultado | Ref.   |
| ---- | --------- | ----------------------------------- | --------- | ------ |
| 2013 | "Crayon"  | Vídeo Musical Mais Popular de K-Pop | Indicado  | [ 41 ] |
| 2014 | "Crooked" | Vídeo Musical Mais Popular de K-Pop | Indicado  | [ 42 ] |

### World Music Awards
O World Music Awards é uma cerimônia de premiação internacional estabelecida em 1989, que homenageia os destaques da indústria musical de todo o mundo, com base em popularidade, números de venda reconhecido pela Federação Internacional da Indústria Fonográfica (IFPI) e votação online.
| Ano  | Indicado    | Prêmio                             | Resultado | Ref.   |
| ---- | ----------- | ---------------------------------- | --------- | ------ |
| 2014 | G-Dragon    | Melhor Artista Masculino do Mundo  | Indicado  | [ 43 ] |
| 2014 | G-Dragon    | Melhor Ato ao Vivo do Mundo        | Indicado  | [ 43 ] |
| 2014 | G-Dragon    | Melhor Entertainer do Ano no Mundo | Venceu    | [ 43 ] |
| 2014 | "Crooked"   | Melhor Video do Mundo              | Indicado  | [ 43 ] |
| 2014 | Coup d'Etat | Melhor Álbum do Mundo              | Venceu    | [ 43 ] |

### Tudou Young Choice Awards
O Tudou Young Choice Awards é uma premiação criada pela plataforma de transmissão de vídeo da China, a Youku Tudou.
| Ano  | Indicado | Prêmio                         | Resultado | Ref.   |
| ---- | -------- | ------------------------------ | --------- | ------ |
| 2013 | G-Dragon | Artista Internacional Favorito | Venceu    | [ 44 ] |

## Outros prêmios
| Ano  | Premiação                                      | Indicado                                | Prêmio                                                  | Resultado | Ref.          |
| ---- | ---------------------------------------------- | --------------------------------------- | ------------------------------------------------------- | --------- | ------------- |
| 2008 | Arena Magazine Korea                           | G-Dragon                                | Homens Mais Influentes do Ano                           | Venceu    | [ 45 ]        |
| 2010 | Korea Best Dresser Awards                      | G-Dragon                                | Prêmio de Melhor Bem vestido                            | Venceu    |               |
| 2013 | Fuse TV                                        | G-Dragon                                | Melhor Artista Revelação                                | Venceu    | [ 46 ]        |
| 2014 | International Dance Music Awards               | "Dirty Vibe"                            | Melhor Faixa de Dubstep/Drum & Bass                     | Indicado  | [ 47 ]        |
| 2015 | Fashion Photographer Awards                    | G-Dragon                                | Prêmio de Fotogenia do Ano                              | Venceu    | [ 2 ]         |
| 2015 | Fashionista Awards                             | G-Dragon                                | Melhor Bem Vestido do Ano (Homens)                      | Venceu    | [ 48 ]        |
| 2015 | GQ Korea                                       | G-Dragon                                | Homens do Ano de 2015                                   | Venceu    | [ 49 ]        |
| 2015 | Grazia Korea                                   | G-Dragon                                | 10 Pessoas Quentes do Ano de 2015                       | Venceu    | [ 50 ]        |
| 2015 | JTBC Awards                                    | G-Dragon                                | Entrevista Mais Memorável de Convidado                  | Venceu    | [ 51 ] [ 52 ] |
| 2016 | Forbes Asia                                    | G-Dragon                                | Pessoa mais influente com menos de 30 anos              | Venceu    | [ 53 ]        |
| 2016 | MCST Ministério da Cultura, Esportes e Turismo | G-Dragon                                | Prêmio de Reconhecimento do Primeiro Ministro Coreano   | Venceu    | [ 54 ]        |
| 2016 | Weibo Star Power List                          | G-Dragon                                | Top Celebridade Coreana (Março)                         | Venceu    | [ 55 ] [ 56 ] |
| 2016 | Weibo Star Power List                          | G-Dragon                                | Top Celebridade Coreana (Abril)                         | Venceu    | [ 55 ] [ 56 ] |
| 2016 | Douban Music of the Year                       | G-Dragon                                | Top Artista Masculino                                   | Venceu    | [ 57 ]        |
| 2017 | Douban Music of the Year                       | G-Dragon                                | Top Artista Coreano                                     | Venceu    | [ 58 ]        |
| 2017 | Douban Music of the Year                       | Kwon Ji Yong                            | Mais Comentado - Junho                                  | Venceu    | [ 58 ]        |
| 2017 | Korean Hip-Hop Awards                          | "₩ 1,000,000" (com Okasian, BewhY e CL) | Melhor Colaboração                                      | Indicado  | [ 59 ] [ 60 ] |
| 2018 | KOMCA Grand Prize 2018                         | G-Dragon                                | Maiores Royalties e Direitos Autorais a Canções de 2017 | Venceu    | [ 61 ]        |

## Vitórias em programas de música
Os programas de música da Coreia do Sul, são transmitidos semanalmente pelas emissoras de televisão do país e possuem um sistema próprio para premiar o artista e seu single como os vencedores da semana. Para receber uma tríplice coroa o single deve vencer durante um período de três semanas. G-Dragon possui quatro tríplices coroas. 

### InkigayodaSBS
| Ano  | Data           | Canção                  |
| ---- | -------------- | ----------------------- |
| 2009 | 6 de setembro  | "Heartbreaker"          |
| 2009 | 13 de setembro | "Heartbreaker"          |
| 2009 | 20 de setembro | "Heartbreaker"          |
| 2011 | 9 de janeiro   | "High High" (GD&TOP)    |
| 2013 | 15 de setembro | "Coup d'Etat"           |
| 2013 | 22 de setembro | "Crooked"               |
| 2013 | 29 de setembro | "Crooked"               |
| 2014 | 30 de novembro | "Good Boy" (GDXTaeyang) |
| 2015 | 4 de janeiro   | "Good Boy" (GDXTaeyang) |
| 2017 | 18 de junho    | "Untitled, 2014"        |
| 2017 | 25 de junho    | "Untitled, 2014"        |

### M! CountdowndaMnet
| Ano  | Data           | Canção               |
| ---- | -------------- | -------------------- |
| 2009 | 10 de setembro | "Heartbreaker"       |
| 2009 | 17 de setembro | "Heartbreaker"       |
| 2009 | 24 de setembro | "Heartbreaker"       |
| 2010 | 30 de dezembro | "Oh Yeah" (GD&TOP)   |
| 2011 | 6 de janeiro   | "High High" (GD&TOP) |
| 2012 | 27 de setembro | "Crayon"             |
| 2012 | 4 de outubro   | "Crayon"             |
| 2012 | 11 de outubro  | "Crayon"             |
| 2013 | 12 de setembro | "Black"              |
| 2013 | 19 de setembro | "Black"              |
| 2013 | 26 de setembro | "Crooked"            |
| 2015 | 20 de agosto   | "Zutter" (GD&TOP)    |

### Music BankdaKBS
| Ano  | Data           | Canção           |
| ---- | -------------- | ---------------- |
| 2009 | 28 de agosto   | "Heartbreaker"   |
| 2009 | 4 de setembro  | "Heartbreaker"   |
| 2009 | 11 de setembro | "Heartbreaker"   |
| 2009 | 18 de setembro | "Heartbreaker"   |
| 2009 | 25 de setembro | "Heartbreaker"   |
| 2013 | 20 de setembro | "Who You?"       |
| 2013 | 27 de setembro | "Crooked"        |
| 2017 | 30 de junho    | "Untitled, 2014" |

### Show! Music CoredaMBC
| Ano  | Data        | Canção           |
| ---- | ----------- | ---------------- |
| 2017 | 17 de junho | "Untitled, 2014" |
| 2017 | 24 de junho | "Untitled, 2014" |

### Show Championda MBC Music
| Ano  | Data        | Canção           |
| ---- | ----------- | ---------------- |
| 2017 | 21 de junho | "Untitled, 2014" |